# میرزا تقی‌خان کاشانی

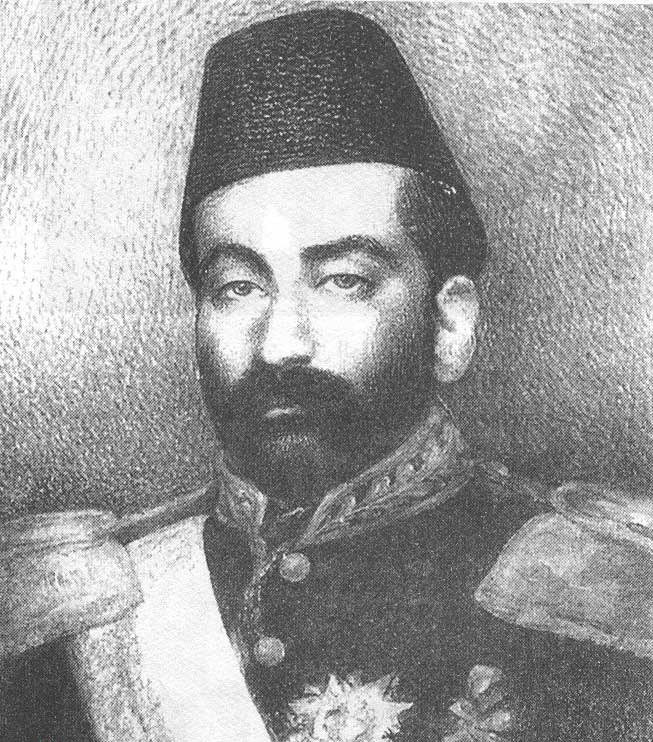
نگارهٔ میرزا تقی خان کاشانی، روزنامه‌نگار نام‌دار ایرانی

میرزا تقی خان کاشانی ملقب به حکیم‌باشی ظل‌السلطان نویسنده و روزنامه‌نگار نام‌دار ایرانی در سده ۱۹ (میلادی) است. 
او برای نخستین بار در تاریخ مطبوعات ایران، مطالبی را پیرامون آموزش و پرورش و لزوم تربیت کودکان، در روزنامه‌های فارس (۱۲۸۹قمری؛ شیراز) و فرهنگ (۱۲۹۶قمری؛ اصفهان) به چاپ رساند.

## آثار
- گنج شایگان (سفرنامه خوزستان)
- تربیت: نامه‌ای در قواعد تعلیم و تربیت اطفال و اندرزنامه لرد برلی
- جانورنامه
- تذکرة الارض ناصری
- حدائق الطبیعه
- خمریه یا اختلال نظام عالم به واسطه مسکرات
- کتاب کحالی
- زینة الابدان
- مسافرت تفلیس